# 平塚競輪場
平塚競輪場（ひらつかけいりんじょう）は、神奈川県平塚市にある競輪場。通称はABEMA湘南バンク (ABEMA SHONANBANK)。
施設所有および主な主催者は平塚市。競技実施はJKA東日本地区本部南関東支部。実況は多摩川電気で担当は久保山喜太郎（くぼやま よしたろう）と高原靖典。電話投票の競輪場コードは35#。

## 概要
平塚競輪場は1950年11月22日に開設された。
1951年3月には、第1回全国ホルスタイン種牛共進会が開催され、同月24日には昭和天皇の行幸もあった。1955年には、第10回国民体育大会の自転車競技会場になり、再び昭和天皇、香淳皇后の行幸啓もあった。
1958年、大宅壮一が提唱した「公営ギャンブル廃止論」を契機に、各地の公営ギャンブルに逆風が吹いたこともあったが、当時の平塚市長は「悪妻ではあるが、よく働く競輪と離縁するには、政府が自治体の財源を保証することが先決」とする論陣を張り、平塚競輪を擁護した。
イメージキャラクターはシャチの「ウインディ」で、父親の「てやんでぃ」・母親の「サンディ」・妹の「キャンディ」も存在し場内で目にすることができ、以前はそれにちなんで『ウインディカップ（ウインディ杯競輪）』も開催されていた。また元の平塚市長であり、競輪の廃止論議において存続を国会で訴えた戸川貞雄の功績を称え『湘南ローズカップ戸川杯』が年に1度開催されている。
トータリゼータシステムは富士通フロンテックを採用しているが、他の公営競技に先駆けて1997年から選手名を印刷したマルチユニット券を採用し、競輪場としては珍しく単勝および複勝の車券も全窓口で購入することができた（単勝・複勝は2001年の三連勝導入移行時に廃止）。 2008年からは競輪では初めてとなる重勝式の「チャリロト」を発売している（詳細は下記）。
記念競輪 (GIII) は『湘南ダービー』として毎年ゴールデンウィークに開催されていたが、2016年は日本選手権競輪の開催時期移動により、その直後の日程で行われ、2017年と2021年は10月に、2022年は4月に開催された。なお、2020年は、COVID-19の影響と緊急事態宣言の対象地区に入っている関係で開催中止になった。また、2025年はナイター開催として開催された。2001年以前の名称は『皐月賞典』であったが、2003年からは日本選手権競輪を開催時に使われる現名称と共通化された（2002年は翌年の日本選手権を開催する関係で、記念競輪の開催がなかった）。なお、2024年はFI開催ではあったが11月に「湘南ダービー×HPCJC」の開催タイトルで前後節制で行われた。
1999年8月29日からナイター競走として「湘南ミルキーウェイレース」が実施され、現在も夏期を中心にナイター競走による開催が行われている （秋から春にかけては昼間開催）。2004年の7月からはA級ツイントーナメントを実施し、前半を「アビーカップ」、後半を「ダビーカップ」と名付けていたが、2005年12月11日をもって終了した。なお、ナイター設備は整っているものの、長らくミッドナイト競輪については自場では開催はせず、2019年12月18日から川崎競輪場にて借り上げにより初めて開催を行った。それ以降もミッドナイトは同場を借り上げて開催し続けてきたが、2021年10月19日からは自場での開催に切り替えて開始している。また、2023年3月17日よりモーニング競輪が開始された。
2012年7月1日には、一度廃止された女子競輪が「ガールズケイリン」の愛称でおよそ50年ぶりに復活し当地で行われたことから、言わば『現在の形でのガールズケイリン発祥の地』ともなっている。また、2017年にガールズグランプリを初開催して以降、記念競輪のみだった2019年と2021年と日本選手権競輪が開催される予定の2026年を除きガールズケイリンのビックレースが毎年行われている。
2024年7月のナイターFIから本場開催日の入場料（1人100円）を撤廃し、一般入場料を無料化した。
特別競輪は、1986年・1990年・2003年・2007年・2018年・2023年に日本選手権競輪が、1997年・2024年にオールスター競輪が、1987年・1992年・2001年・2005年・2008年・2011年・2017年・2020年・2022年にKEIRINグランプリが、それぞれ開催された。なお、2008年のKEIRINグランプリ08シリーズにおいては『SSカップみのり』と『寺内大吉記念杯競輪』の初回開催が実施され、2011年のKEIRINグランプリ2011シリーズでは2日目にSSカップみのりの廃止により代替として『ナショナルチームカップ』が開催された。2020年のKEIRINグランプリ2020シリーズでは、メインコンセプト・ポスターはWINTICKET（ウィンチケット）により製作され、「ヒトは、強い。」というキャッチコピーのもとプロモーションがされた。今後は、2025年12月28日から30日まで3年ぶりに寺内大吉記念杯グランプリシリーズ（初日ヤンググランプリ・2日目ガールズグランプリ・最終日KEIRINグランプリ）が開催される予定である。また、2026年5月1日から6日まで3年ぶりに日本選手権競輪が開催されることになった。

### 施設命名権
2020年に平塚市は当競輪場の命名権協賛パートナーを募集し、株式会社サイバーエージェントと締結、2021年4月1日から2024年3月31日までの3年契約で、同社のインターネットテレビ（動画コンテンツサービス）である「ABEMA」を冠した「ABEMA湘南バンク」が定められた。以降も契約が延長されている。

## 特色
全国の競輪場と一線を画したイメージ戦略やイベントによる集客を得意としていており、他競輪場に比べ若い人や家族連れが多いと言われている。
ナイター照明はカラー照明を設置しており、選手入場時の暗転演出や、ナイター時間帯のレース間ではカラー照明も用いたバンク内の噴水ショーを実施している。
グレードレースに限らず、一般開催の一部においても、最終日の表彰式において優勝者によるシャンパンファイトを行っており、同様にグレードレースなどのナイター決勝後には花火を打ち上げている。
レースの進行面についても、全国の競輪場で唯一、選手紹介時の出場選手名の読み上げが行われているほか、ファンファーレも決勝を除いて全国統一曲を用いていない（決勝は全国統一曲）。
一競輪場でありながらタレントのイメージキャラクター起用にも積極的で、過去に杉山清貴（競輪場のテーマ曲制作）や小池栄子（後に競輪全体のキャラクターに昇格）が務めており、カンニング（起用時にはコンビで務めていた）竹山隆範も「応援団長」として務めたことにより2005年と2006年には「カンニング竹山杯」という竹山の名を冠したFIIナイター競走も開催された。また髭男爵、岡田茜、西城秀樹もイメージキャラクターを務め、2012年度はアニメーションキャラクターのヤッターマンを起用した。2015年度はバイきんぐ、16年度は石川恋、17年度は菊地亜美、18年度は都丸紗也華、19年度と20年度は東京パフォーマンスドール、21年度は西原愛夏と高柳明音、22年度は渡辺美優紀、23年度は筧美和子が、24年度と25年度は篠崎愛が起用されている。なお最初に導入されたチャリロトについてもイメージキャラクターとして叶姉妹を起用していた。
他にも、自場専属のキャンペーンガールも採用し続けており、過去は「ウィンディ君の恋人」として塩村文夏を起用し、横井美帆（船津未帆）も「湘南バンクアイドル」として起用されていた。2013年度は水谷望愛が務め、2014年度はものまねタレントの宇賀すずほが起用されていた。2025年現在は「湘南バンクエンジェル」がレース時のラウンドガールを務めている。
これらの施策を他の競輪場で多く見られる民間への包括委託でなく、主催者である平塚市が主導で行っている点も特色であり、2024年に発表された経営展望でも、今後も完全な包括委託でなく「平塚方式」を目指している。

## チャリロト
競輪の重勝式投票券の草分けとして、2008年4月15日より重勝式投票方式「チャリロト」の発売を全国で初めて開始した。
当初は会員制のネット販売に限定されていたが、2011年12月より現地に「チャリロトプラザ」が開設され、チャリロトプラザ会員登録を行なえば現金扱いでの投票払戻が行なえるようになった。またチャリロトケイリンによる通常賭式も購入可能になっている。なお平塚のチャリロトプラザは通常の本場・場外発売日に関わらず昼間は毎日営業しており、ナイター開催の日は昼間から最終レースまで営業している。
2010年10月21日の第6-12競走におけるチャリロトで、日本公営競技史上最高の払戻金となる9億598万7400円が出現し、2024年末時点でも破られていない。
チャリロトはコンピューターの自動抽選により購入組番が決定されることから、車番による当選率の平準化を図るため、平塚競輪場では2010年12月の開催より決勝戦出走選手の車番は選手間での抽選により決定する施策を行っていたこともあったが、現在は行われていない。
2012年8月の開催からは、川崎競輪場・小田原競輪場とキャリーオーバーを共有する「グループ開催」方式に移行し、11月には松山競輪場も追加され、平塚のチャリロトは川崎・小田原・松山を含めた『グループA』として発売されている。ただしキャリーオーバーの対象外であるチャリロト3は平塚単独で発売される。

## バンク特徴
コース周長は一周400m。アスファルトマッコーネル緩和曲線。
ゴール前での伸びるコースはなくスペックも標準的で、選手の力通りのレースが繰り広げられるが、どちらかと言うと捲りと逃げ選手の番手が有利。ただし選手がペダルを踏む時の感覚である「バンクの重さ」については、他の競輪場と比べて変動する要因が多いため（相模川やバンク内の池による湿度・昼間開催とナイター開催による温度差・頻繁に塗り直される舗装など）、選手の談話には注意が必要。
風はバック側が相模川のうえに海が歩いて15分ほどの距離にあるため、海風が川を経由して入りこむ事により風向きが乱れる場合もある。

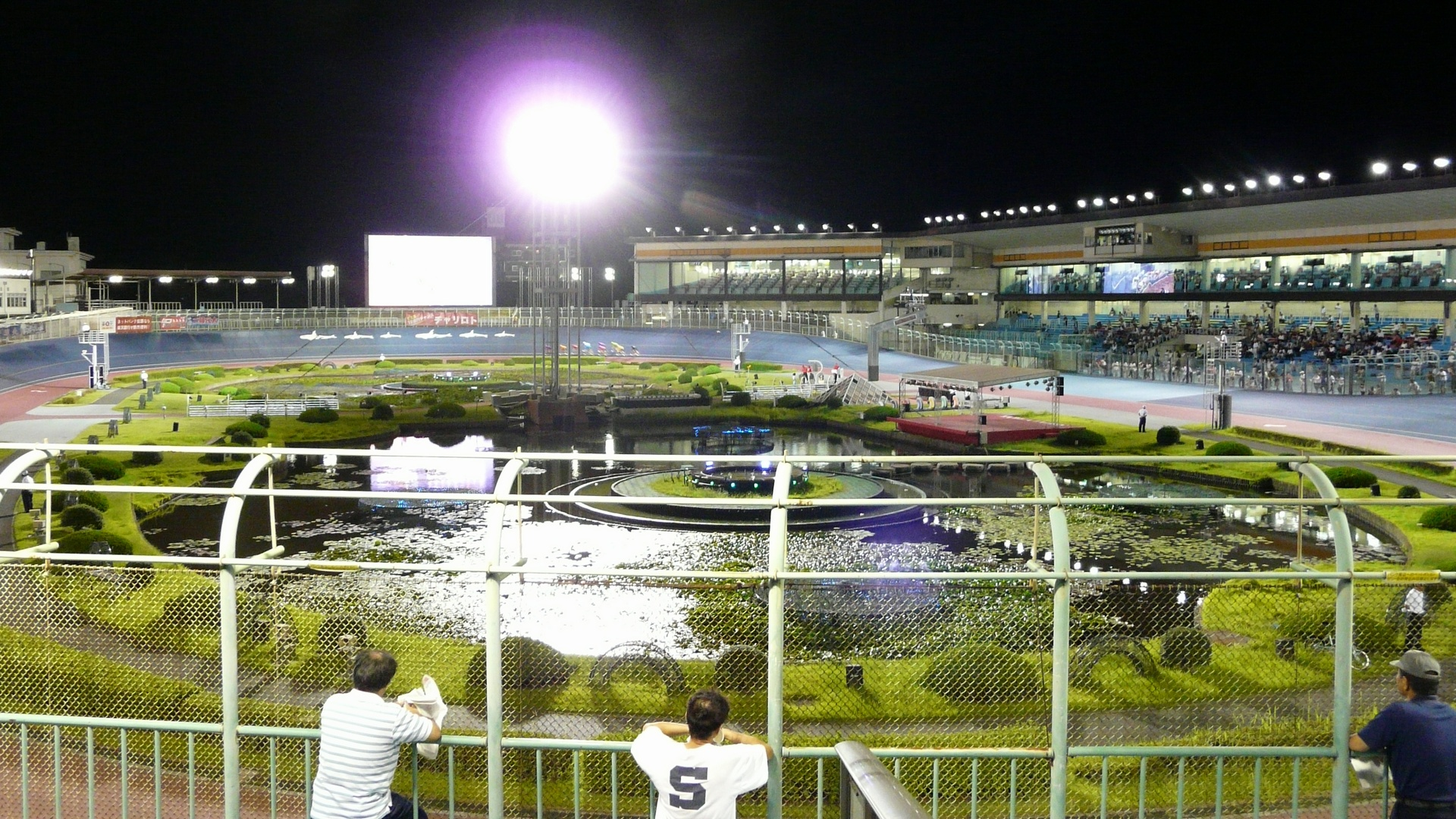
観客席とバンク
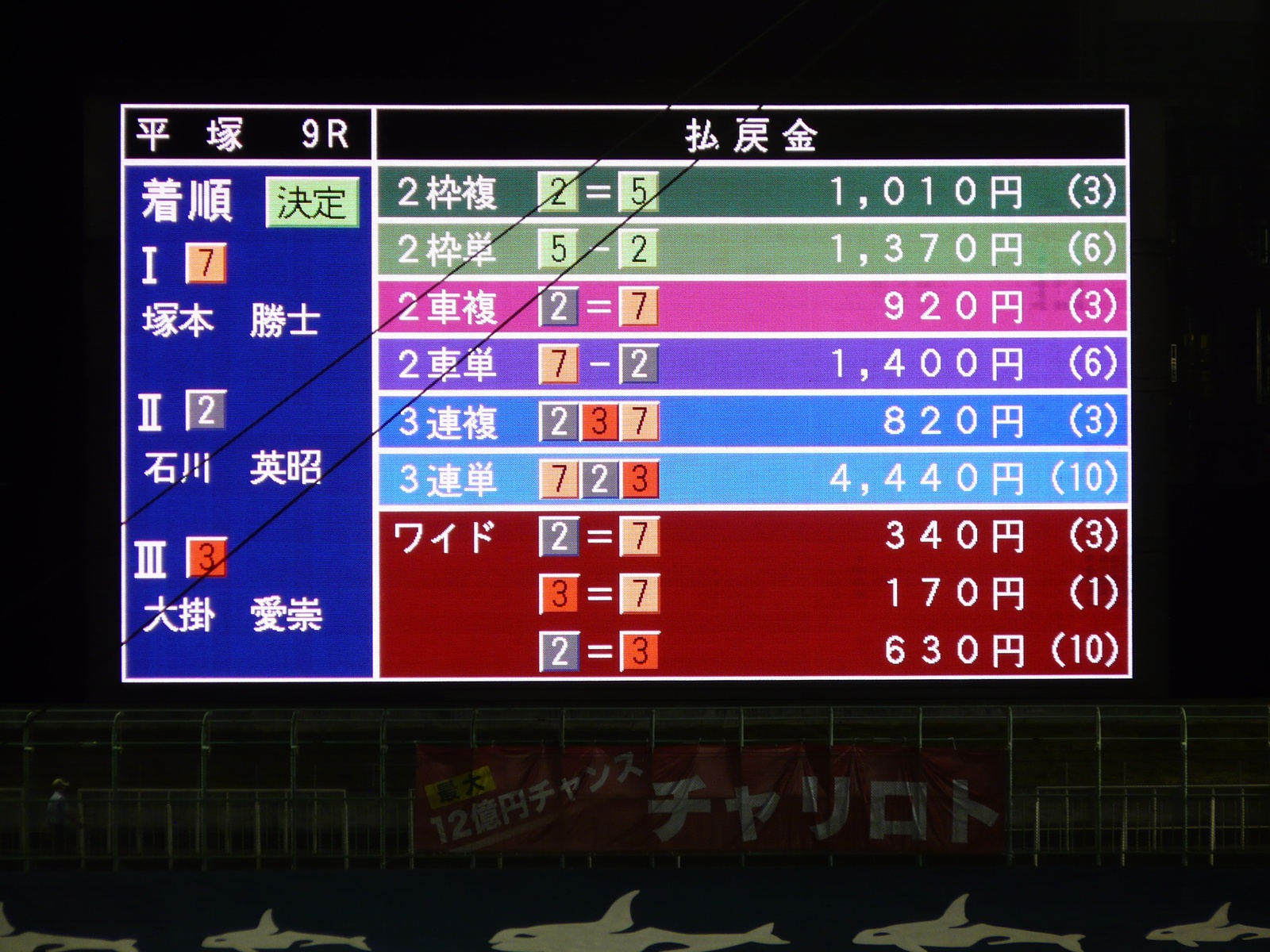
電光掲示板
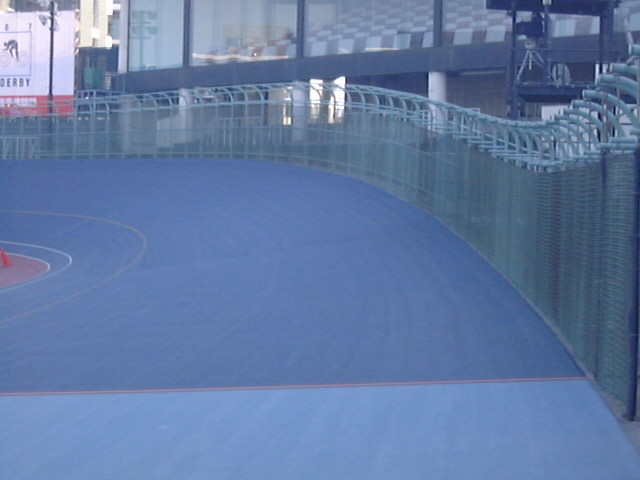
発走台にあたる位置からの視点
パノラマ

## 設備
メインの入場口はホーム側（国道129号沿い）にあるほか、バック側にも入場口が設けられている。入場口とメインスタンドの間にテント屋根の投票所があり、ここに屋内ステージが設けられており、2センター裏には屋外の「ログステージ」がある。
全国的にも数少なくなった、バンク外周を一周できる観戦エリアを持っている。メインスタンドは2階までが一般観覧席、3階が特別観覧席、4階がロイヤルラウンジとなっている。
2センターのスタンドはテーブル付きの屋外観覧席となっている。4コーナー側の観覧席後方にはスタジオが2つあり、1つはスピードチャンネル向け（Keirin.jpではこちらの映像を配信）、もう一つはYouTube向け（チャリ・ロト制作であるが平塚競輪チャンネルでの配信）のスタジオとなっている。
敢闘門は第2コーナー出口付近にある。バンクの内側は岐阜競輪場・大垣競輪場と並び池となっており、発走台に向かう選手はバック～ホーム間の池を渡る橋を通り入場する。
大画面映像装置は1センター側に設置されている。

## 場外車券売場
- サテライト横浜 - 会員制（横浜市中区。2015年より川崎競輪場主催の川崎市・小田原競輪場主催の小田原市と共管）

## アクセス
- 平塚駅（東海道線 (JR東日本)）中央改札口を出て右手の南口から徒歩15分。
  - 南口正面から神奈川中央交通バス平18系統（無料送迎バス）で約5分。
- 本厚木駅（小田急）中央改札口出て右手の南口正面から神奈川中央交通バス厚88系統（無料送迎バス）で約40分。
- 周囲および相模川河川敷に公設駐車場あり。（無料）

## 歴代記念競輪優勝者
| 年     | 優勝者     | 登録地   |
| ------ | ---------- | -------- |
| 2003年 | 岡部芳幸   | 福島     |
| 2004年 | 村上義弘   | 京都     |
| 2005年 | 高木隆弘   | 神奈川   |
| 2007年 | 原司       | 佐賀     |
| 2008年 | 山崎芳仁   | 福島     |
| 2009年 | 山田裕仁   | 岐阜     |
| 2010年 | 坂本亮馬   | 福岡     |
| 2011年 | 松坂洋平   | 神奈川   |
| 2012年 | 芦澤大輔   | 茨城     |
| 2013年 | 井上昌己   | 長崎     |
| 2014年 | 深谷知広   | 愛知     |
| 2015年 | 村上義弘   | 京都     |
| 2016年 | 浅井康太   | 三重     |
| 2017年 | 柴崎淳     | 三重     |
| 2019年 | 松岡健介   | 兵庫     |
| 2020年 | 開催中止   | 開催中止 |
| 2021年 | 郡司浩平   | 神奈川   |
| 2022年 | 佐藤慎太郎 | 福島     |
| 2025年 | 郡司浩平   | 神奈川   |

※1節4日間制開催となった、2002年4月以降の歴代記念競輪優勝者を列記。

### その他のG3
| 年     | 種別       | 開催名称                     | 優勝者   | 登録地 |
| ------ | ---------- | ---------------------------- | -------- | ------ |
| 2004年 | ナイターG3 |                              | 山口富生 | 岐阜   |
| 2007年 | G3         | 北京オリンピック日本応援競輪 | 岡部芳幸 | 福島   |

## ホームバンクとする主な選手
現役選手
- 遠澤健二
- 高木隆弘
- 和田真久留
- 松井宏佑
- 北井佑季
- 尾崎睦
- 佐藤亜貴子

引退選手
- 高原永伍
- 石井雅史 - 引退後も自転車競技選手として当地で練習している。
- 小門洋一 - 引退後も競輪リポーターとして当地で活動している。
- 出口眞浩 - 一時期当地所属だったが、のちに再び川崎に所属を変更。

その他
- 平間誠記 - 当地で事故により落命。
- 藤巻昇・藤巻清志兄弟 - デビュー後数年間は当地所属。

## イベント開催
JKAの競輪補助事業として2007年から2019年まで毎年3月（時期移動あり）に『湘南バイシクル・フェス』という自転車イベントを開催しており、一般参加者がバンクの中を走行できる自転車試乗会や、各種自転車の大会などが行われていた。
初回は湘南ダービー（日本選手権競輪）のプレイベントという位置づけであったことから平塚市主催であったが、2回目以降は平塚市が「平塚競輪」として湘南ベルマーレのスポンサーとなっている関係から湘南ベルマーレスポーツクラブが主催となっていた。なお2011年は東日本大震災の影響で開催中止となった。

## 場内改修
平塚競輪場は東海地震の警戒区域内に位置することから、2008年より第2センターを除く特別観覧席スタンドの耐震診断が行なわれたが、その結果検査したスタンド全てで補強が必要なことが判明した。このことから平塚市は2010年7月22日に平塚競輪場の施設整備方針を発表したが、これによると診断で問題とされたスタンドは撤去し、全体的に規模をコンパクト化する形で建て替えるとしている。
2014年に旧スタンドが撤去され、その後は開催と並行して工事を行ない、2017年6月に新スタンドが完成した。